# 拝郷蓮茵
拜郷 蓮茵（はいごう れんいん、文化5年5月18日（1808年6月11日） - 明治25年（1892年）12月14日）は江戸時代、明治時代の国学者、歌人、浄土宗の僧。通称は竹次郎、諱は実道、号は梅花園。
伊勢国桑名郡の出身で、後に京都・高樹院の住職となった。また、和歌を東条義門に学んだ。享年は85。

## 著書
- 『明治類大桑の若葉』
- 『唯心庵家集』